# أحمد التادلي الصومعي
أبو العباس أحمد بن أبي القاسم بن سالم بن عبد العزيز بن شعيب الشعبي الهراوي الزمراني، الشيخ الصوفي التادلي نسبة إلى تادلة، صاحب التصانيف الجليلة، أكثرها في التصوف، وهو دفين الصومعة، من أبرز آثاره كتاب في التصوف أسماه شرح الحكم وهو في أربعة مجلدات.

## السيرة
أبو العباس الصومعي الشيخ الصوفي ولد ببني ملال عام 920هـ/1514م، وبها تعلم وترعرع، تعلم الصومعي القراءة والقرآن في زاوية الصومعة على يد الشيخ سعيد امسناو، وكان على اتصال دائم بكبار مشايخ التصوف في تادلة، ثم سافر إلى فاس طالب العلم، بعدما أخذ تحصيلا أوليا ببني ملال، وقد أخذ العلم بفاس عن شيخه أبي العباس أحمد بن محمد العبادي التلمساني العقيدة المعروفة بكبرى السنوسي سنة 966هـ، وبعدما أخذ العلم، صار الصومعي يؤلف مصنفات جليلة، حيث ألف كتب مشهورة نال بها شهرة واسعة، وله ولوع باقناء الكتب، حتى لقد ترك بعد موته ما يقرب من ألف وثمانين مجلدا، وكانت له زاوية بجانب الصومعة يطعم بها الطعام، وسكن الصومعي مراكش وترك بعض بنيه مقتفيا سنته.

## والده
أبو القاسم الزمراني، وهو يعتبر أول شيوخه، أخذ عن أغلب صوفية المغرب الكبار، ذكره التمنارتي في مقدمة شيوخ ابنه أحمد فقال: "مشايخه منهم والده شيخ السنة وإمام الطريقة أحيا بقطره في عصره رسوما دارسة، أظهر منها أعلاما طامسة، وأزاح المناكر وعطل البهتان وانتعش به أمر الإسلام وعقائد الإيمان، قال بعض الفقراء: إني سمعت الشيخ الكامل سيدي أحمد بن موسى رضي الله عنه يذكره ثم قال ما ولدت النساء قبله مثله، ولا تلد النساء بعده مثله، وإني لأتمنى أن أكون بجواره فآخذه بكل جوارحي حتى بأجفاني"
وإنها لشهادة عظيمة الشأن، تعكس للشيخ والد الصومعي التقدير والمكانة الصوفية الممتازة، خاصة وأنها صادرة عن رجل حظي بالإجماع على صلاحه وتقواه بل وقطبانيته لمعاصريه.

## مؤلفاته
كان أحمد التادلي غزير الإنتاج، حيث صنف كتب عديدة أغلبها في التصوف، من أشهر كتبه:
- شرح الحكم، كتاب في أربعة أسفار.
- شرح المباحث الأصلية.
- شرح منازل السائرين للشيخ الإمام الهروي.
- مختصر مختصره.
- المَعزى في مناقب الشيخ أبي يعزى.

## الوفاة
توفي الصومعي ببلده عام 1013هـ، ودفن بزاويته بالصومعة.